# Contea di Windham (Vermont)
La contea di Windham, in inglese Windham County, è una contea dello Stato del Vermont, negli Stati Uniti. La popolazione al censimento del 2020 era di 45 905 abitanti. Il capoluogo di contea è Newfane, mentre il comune più grande è la città di Brattleboro.

## Geografia fisica
La contea si trova nella parte meridionale del Vermont. L'U.S. Census Bureau certifica che l'estensione della contea è di 2067 km², di cui 23 km² coperti da acque interne.
Il territorio è collinare. Il fiume Connecticut costituisce il confine con il New Hampshire a est. Altri fiumi principali sono i fiumi West, Deerfield, Saxtons, Green e Rock. A ovest il territorio si fa più montagnoso e qui si trovano le Green Mountains.
Il capoluogo è Newfane e altri centri sono Westminster e Wilmington.

### Contee confinanti
- Contea di Windsor - nord
- Contea di Sullivan (New Hampshire) - nord-est
- Contea di Cheshire (New Hampshire) - est
- Contea di Franklin (Massachusetts) - sud
- Contea di Bennington - ovest

## Storia
La contea di Windham fu creata nel 1781 e deve il suo nome a Wyndham in Inghilterra o alla contea di Windham in Connecticut. Fort Dummer, costruito nel 1724, a Brattleboro, fu uno dei primi insediamenti britannici in Vermont.

## Comuni
La Contea di Windham conta 23 comuni, tutti con lo status di town.
- Athens - town
- Brattleboro - town
- Brookline - town
- Dover - town
- Dummerston - town
- Grafton - town
- Guilford - town
- Halifax - town
- Jamaica - town
- Londonderry - town
- Marlboro - town
- Newfane - (capoluogo) town
- Putney - town
- Rockingham - town
- Somerset - town
- Stratton - town
- Townshend - town
- Vernon - town
- Wardsboro - town
- Westminster - town
- Whitingham - town
- Wilmington - town
- Windham - town

### Località
- West Brattleboro - census-designated place nel comune di Brattleboro
- Algiers - village nel comune di Guilford
- Newfane Village - village nel comune di Newfane
- Bellows Falls - village nel comune di Rockingham
- Saxtons River - village nel comune di Rockingham
- North Westminster - village nel comune di Westminster
- Jacksonville - village nel comune di Whitingham